# City Park (Denver)
Pour les articles homonymes, voir City Park.

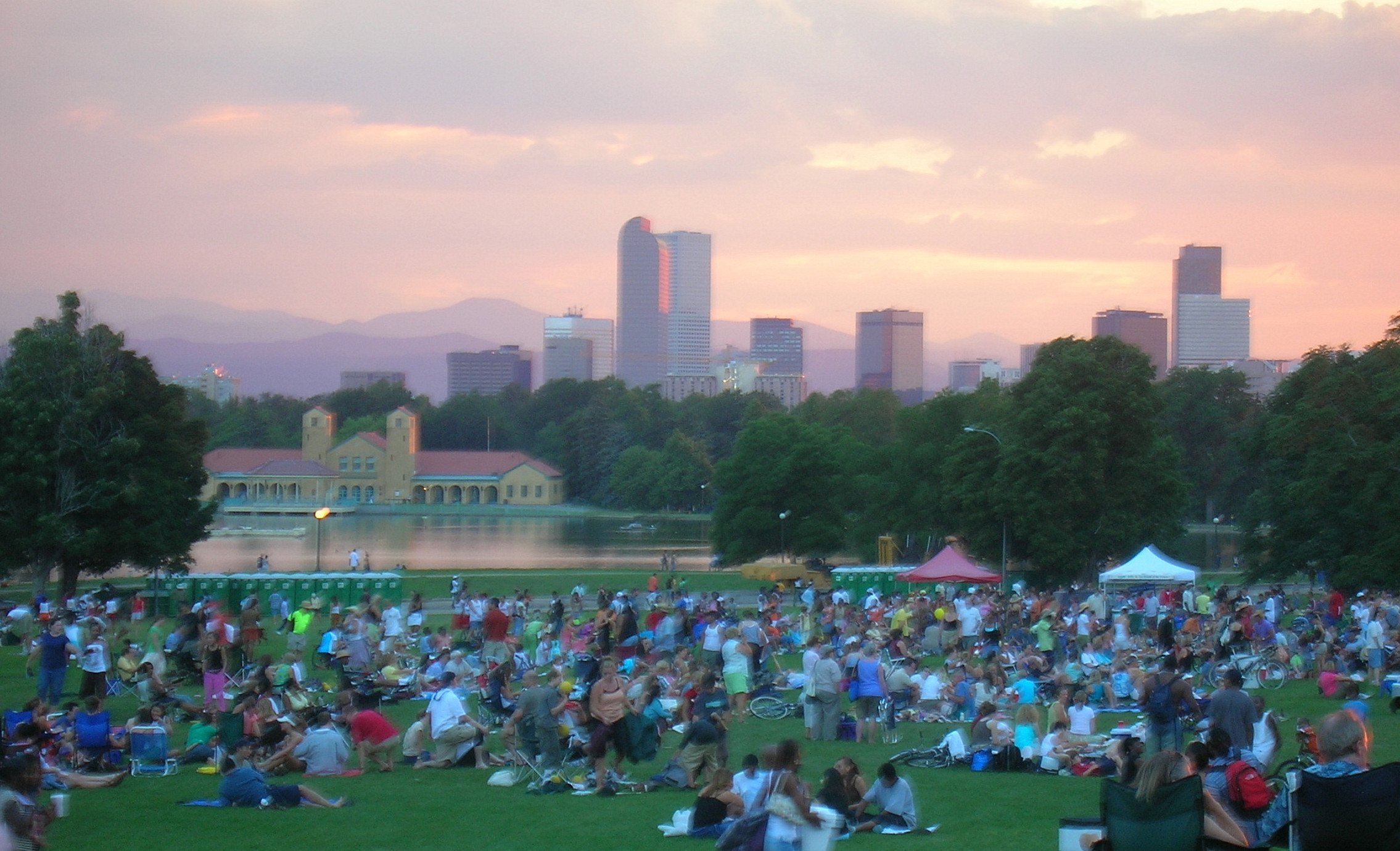
Vue du City Park de Denver

Le City Park est le nom d'un parc et d'un quartier de la ville de Denver dans l'État du Colorado (États-Unis). Situé dans le centre-est de Denver, sa superficie est de 133,54 ha ce qui fait de lui le plus grand espace vert de la métropole. Le City Park abrite le zoo de Denver, le Denver Museum of Nature and Science, deux lacs et un hangar à bateaux. Au nord du parc se trouve un terrain de golf.

## Description
À la fondation de Denver en 1858, l'emplacement actuel du parc était occupé par un camp de mineurs. Vers les années 1870, les habitants de la ville réclamèrent l'aménagement de parcs. L'État du Colorado vota une loi en 1878 qui prévoyait la création de jardins publics dans l'agglomération. Un premier projet dessiné par Henry Meryweather vit le jour en 1882 qui reprenait la tradition des jardins à l'anglaise ainsi que le modèle de Central Park à New York. L'exposition universelle de 1893 permit le développement du mouvement architectural City Beautiful à Denver, en particulier dans le City Park.
Au début du XXe siècle, le lac Ferril, le zoo et un pavillon de style espagnol étaient en place. Reinhard Schuetze, un immigré allemand, fut à l'origine du plan du parc. Le Denver Museum of Nature and Science fut construit en 1908 à l'Est du parc sur une colline surplombant le centre-ville.
Le quartier accueillit l'East High School construite en 1925, des maisons et des boutiques en briques, notamment le long de Colfax Avenue. Aujourd'hui, le City Park accueille des concerts gratuits en été et une fontaine récemment installée attire de nombreuses personnes qui souhaitent s'y rafraîchir. Il est aussi possible de louer des pédalos et d'admirer les pélicans qui vivent dans le parc.